# Tim Speedle
Tim Speedle était un personnage de fiction, héros de la série télévisée Les Experts : Miami. L'acteur américain Rory Cochrane jouait ce rôle.

## Biographie
Après une enfance heureuse, Tim entre à l'université pour y apprendre la biologie, puisque les sciences le passionnent. Après la mort de son meilleur ami, il plaque tout, ne donnant plus aucune nouvelle à sa famille. Arrivé à Miami, il découvre que le travail de la police scientifique le passionne. Il termine alors ses études et intègre le laboratoire.
Il semble un peu à l'écart par rapport à ses coéquipiers, même s'il s'entend bien avec l'ensemble de ses collègues, en particulier avec Eric, qui deviendra son meilleur ami. Au fil du temps, sa passion pour son métier disparaît, jusqu'au point qu'il finisse par ne plus comprendre la soudaine passion des jeunes pour les enquêtes scientifiques. 
Au début de la saison 3, Tim est abattu en mission dans une bijouterie. Tous ses coéquipiers seront affectés, et notamment Horatio. Tim a été revu dans la conscience d'Eric dans l'épisode 4 de la saison 6 (Mort à crédit).